# Ingrid Giæver
Ingrid Unnur Giæver (* 29. August 1991) ist eine norwegische Schauspielerin.

## Leben
Ingrid Giæver wirkte mit 13 Jahren zum ersten Mal in einem Spielfilm mit. Nach ihrem Schulabschluss absolvierte sie eine professionelle Schauspielausbildung. Sie hat als Schauspielerin vor der Kamera bislang in mehr als 20 Film- und Fernsehproduktionen mitgewirkt.
Giæver wirkte im Jahr 2021 in der Neuverfilmung des Märchen-Klassikers Drei Haselnüsse für Aschenbrödel mit. Dort spielte sie die Rolle der bösen Stiefschwester Dora.

## Filmografie (Auswahl)
- 2004: Veddemålet (Fernsehserie, drei Folgen)
- 2005: Skattejakten (Fernsehserie, Folge 1x01)
- 2017: Thelma
- 2021: Drei Haselnüsse für Aschenbrödel (Tre nøtter til Askepott)
- 2021: Nach (Fernsehserie, sechs Folgen)
- 2022: Headhunters (Hodejegerne, Fernsehserie, sechs Folgen)
- 2023: Arkitekten (Fernsehserie, vier Folgen)
- 2025: Oslo Stories: Träume (Drømmer)